# Râul Câmpu, Șușița
Râul Câmpu este un curs de apă, afluent al râului Șușița. 